# The Future Now
Albums de Peter Hammill
Over
(1976) pH7
(1979)
The Future Now est le septième album de Peter Hammill, sorti en 1978.

## Liste des titres
1. Pushing Thirty
2. The Second Hand
3. Trappings
4. The Mousetrap
5. Energy Vampires
6. If I Could
7. The Future Now
8. Still in the Dark
9. Mediaevil
10. A Motor-bike in Afrika
11. The Cut
12. Palinurus (Castaway)

### Personnel
- Peter Hammill : Chant, guitares, claviers, harmonica, électronique, boite à rythmes
- David Jackson : saxophones (1, 2, 12)
- Graham Smith : violon (5, 6, 12)

## Contexte
Au tout début de 1978, alors que Van der Graaf Generator allait tout droit vers une nouvelle crise, Peter Hammill quitta ses quartiers de Londres pour une location à Byfleet, avec comme projet l'enregistrement du présent album The Future Now. Après les répétitions pour l'enregistrement de l'album Vital de Van der Graaf, une tournée solo aux États-Unis en février 1978, ce n'est qu'à la mi-mars qu'il put commencer les enregistrements, ne disposant qu'un peu moins de deux mois avant la tournée de Van der Graaf déjà programmée pour le 12 mai de la même année. 
Cet album marque une transition dans la carrière de l'artiste : c'est son premier album incluant l'utilisation d'une boîte à rythmes et dont certaines paroles sortent un peu de ses thèmes de prédilection (introspections et réflexions métaphysiques) en abordant, parfois de manière impersonnelle, des thèmes de société, voire à caractère politique.
Comme en témoigne le titre d'ouverture Pushing Thirty ou encore The Future Now (ouverture de la face B du vinyle) et comme l'auteur le reconnait lui-même par ailleurs, cette évolution prend en partie ses racines dans une remise en question personnelle alors qu'il avait en vue son 30e anniversaire.

### Enregistrement et montage
Ce sont les premiers enregistrements de Peter Hammill réalisés sur du matériel huit pistes analogique : un enregistreur ITAM (pour l'essentiel un empilement de ReVox) et une table de mixage huit pistes.

## Commentaires de l'artiste
Dans le contexte musical de l'année 1977, il lui apparaissait palpable qu'il aurait été absurde de se revendiquer lui-même ou d'orienter sa création comme participant du mouvement punk, ou même de la new wave, alors qu'il y avait encore au moins des possibilités aux frontière de la chanson populaire (Pop song), tant dans le contenu que dans la composition musicale ou encore des textes. Ceci explique l'orientation vers des thèmes plus sociaux, persuadé que l'air du temps était propice à aborder ces thèmes de manière non dogmatique.

### Pushing Thirty
Est une allusion explicite au fait que l'auteur était dans sa trentième année alors qu'il n'imaginait pas encore que sa carrière durerait bien au-delà.

### The Second Hand
S'est construite autour d'une improvisation à partir d'une base produite par la boîte à rythmes.

### Trappings
Chacun, selon sa fantaisie, pourra y voir le portait de la superstar de son choix.
Les contraintes d'un enregistrement 8 pistes imposa de fait une utilisation précoce de la boîte à rythmes. Ceci aida à conserver une chanson relativement dépouillée, l'auteur ayant gagné en confiance dans son jeu de guitare, celui-ci ayant de manière évidente bénéficié de l'expérience de responsabilité lui revenant pour cette partie au sein de Van der Graaf.

### The Mousetrap
Était l'une des chansons déjà disponibles au début de l'enregistrement de l'album. Le son de synthé instable en premier plan des arrangements fait probablement écho à celui utilisé lors du montage de In Camera aux studios Trident. C'était devenu quelque chose de familier à l'époque. Les paroles font autant allusion au chanteur qu'à l'acteur.

### Energy Vampires
Cette expression est de Graham Smith, c'était donc tout à propos qu'il y joue sa partition. Une fois de plus, et ce ne fut pas la dernière, l'inspiration a pris sa source dans les bruits sortis du ReVox lors de réécoutes répétées sur ce qui à la base était une longue improvisation.
Les paroles font directement référence à des expériences vécues de rencontres avec de tels vampires d'énergie.

### If I could
A été écrite dans la même période que l'album Quiet Zone (Van der Graaf). C'est un titre avec lequel l'auteur a continué à se sentir en résonance et qu'il n'a jamais cessé de jouer.

### The Future Now
Titre éponyme de celui de l'album, pour l'auteur ce morceau reste en lui-même en rien comparable. Ce type de son sans aucune frime de musicien et avec d'incomparables contrastes sont restés pour lui quelque chose de très en avant qu'il a continué à rechercher dans la suite de sa production solo.

### Still in the Dark
Ce morceau constitue une toute première instance d'utilisation d'une guitare électrique de manière orchestrale conjointement aux synthétiseurs. C'est, en sens, un avant-projet de ses travaux les plus récents. Rétrospectivement, il juge ne pas l'avoir suffisamment joué tant son contenu lui parait plus pertinent que jamais de nos jours.

### Mediaevil,A Motor-bike in AfrikaetThe Cut
Ces trois morceaux constituent vraiment une triade expérimentale : tout est venu du pur désordre sonore issu des différents enregistrements sonores. Les textes eux ont été à inventer à partir de l'assemblage des sons ainsi obtenu. Cela fait partie du processus normal de l'écriture, mais c'est usuellement bien plus structuré. L'auteur par ailleurs affirme que cette expérience l'a en quelque sorte ouvert dans son approche de l'écriture et de la composition. Il en a tiré une leçon enrichissante et en particulier des principes quant au processus même de la création musicale.

### Palinurus
C'est en quelque sorte le morceau qui emballe l'ensemble, une des très rares performances où apparait le son de l'harmonica, qui fut le premier instrument de l'auteur (sic) et qu'il n'a jamais cherché à développer plus en avant. Il confie que, d'une certaine façon, il éprouve toujours ce sentiment de malaise qui consiste à trouver cette touche finale (a white note to consolidate the key) à toute composition.